# Аргонавты: В поисках золотого руна
«Аргонавты: в поисках золотого руна» («Фессалийский гигант») итал. I giganti della Tessaglia (Gli Argonauti) — фильм-пеплум с элементами фэнтези итальянского режиссёра Рикардо Фреда, вышедший 6 декабря 1960 года, вольная интерпретация древнегреческого мифа о Ясоне и аргонавтах, отправившихся на поиски золотого руна.

## Сюжет
Эпоха античности. В стране Фессалия начинается извержение вулкана, угрожающее полным уничтожением всего государства. Ясон, царь Фессалии, узнает о единственном способе спасти страну — он должен лично принести в Фессалию золотое руно — дар богов, хранящийся в Колхиде. Для этой цели Ясон совместно с кораблестроителем Аргосом собирает команду и отплывает на корабле «Арго». В команде состоят, в частности, друг Ясона Орфей и Лаэрт, отец Одиссея.
На фессалийском троне Ясона замещает амбициозный Адраст, давно жаждавший власти над страной и безответно влюбленный в жену царя Креусу. При содействии советников он пытается уничтожить в народе веру в возвращение Ясона и склонить народ к завоеванию соседнего государства.
На «Арго» после шторма экипаж окончательно разочаровывается в путешествии и пытается поднять бунт, но Ясон утихомиривает людей. Вскоре они видят остров Лемнос и подплывают к нему. На острове живут исключительно женщины. Их царица Гайя объясняет Ясону, что все мужчины этого острова погибли в некоем сражении, а сыновья умерли от неизвестной болезни, и просит его и его людей остаться.
Тем временем двое аргонавтов сталкиваются со стадом говорящих овец, одна из которых называет себя Лаэртом и утверждает, что обитательницы острова — колдуньи, а все деревья, камни и овцы на острове — их жертвы-мужчины.
Гайя умоляет Ясона остаться с ней, но, как только садится солнце, убегает, случайно уронив перстень. Ясон подбирает украшение и сразу начинает слышать голоса, уверяющие его, что Гайя — злая колдунья, что все его друзья заколдованы и что ему следует срочно бежать. Ясон бежит, но по пути находит пещеру, а внутри — девушку, прикованную к скале. Пленница представляется Оливией, сестрой Гайи, и рассказывает, что Гайя была рождена очень уродливой, и никто не хотел жениться на ней. Тогда она обратилась к богу Аполлону с просьбой дать ей красоту. Аполлон исполнил её просьбу, но Гайя остается красивой только в светлое время суток. Чтобы обрести красоту навсегда, ей нужно соблазнить царя Ясона.
В это время Гайя подкрадывается сзади и стреляет в сестру из лука, после чего принимает свой истинный облик, так как Аполлон не способен простить убийство. Ясон убивает её, и его товарищи превращаются обратно в людей. Они плывут дальше, и вскоре снова видят землю — на этот раз город Кизик, который ежегодно в середине лета терроризирует некое чудовище, напоминающее циклопа. Ясон спасает город, поразив монстра копьем в единственный глаз. Один из аргонавтов, Урист, влюбляется в местную девушку Аглаю, но чувство долга вынуждает его оставить её и плыть дальше. Через какое-то время выясняется, что Аглая тайно пробралась на «Арго». Один из членов экипажа пытается её соблазнить, но на помощь приходит Урист. Ясон принимает решение изгнать с корабля Уриста и Аглаю.
«Арго» приплывает в Колхиду, где на берегу моря стоит статуя, на руке у которой — золотое руно. Ясон в одиночку сходит на берег и забирает руно. На подходе к Фессалии Ясон узнает от Аглаи и Уриста, что Адраст объявил его погибшим и намерен на правах нового царя жениться на Креусе. Во время свадьбы царю докладывают, что в порту видели корабль Ясона. Адраст отправляет на берег войска. Когда храм пустеет, из ритуальных ваз выбираются спрятавшиеся там аргонавты. Начинается сражение аргонавтов с царской гвардией, в котором погибает, в частности, Орфей. Чтобы заставить Ясона сдаться, Адраст угрожает выкинуть в окно маленького сына царя. Убив Адраста, Ясон спасает ребёнка. Фильм заканчивается сценой свадьбы Уриста и Аглаи. Финальный кадр — статуя Ясона в храме, накрытая золотым руном.

## В ролях
| Актёр                 | Роль                                                                                                |
| --------------------- | --------------------------------------------------------------------------------------------------- |
| Роланд Кэри           | Ясон фессалийский царь, муж Креусы, капитан корабля "Арго"                                          |
| Зива Роданн           | Креуса (в других версиях мифа - Главка), жена Ясона, царица Фессалии                                |
| Альберто Фарнезе      | Адраст регент, заместивший Ясона и мечтающий о фессалийском троне                                   |
| Массимо Джиротти      | Орфей поэт и певец, друг Ясона, в прошлом потерял свою любовь Эвридику и с тех пор мечтает о смерти |
| Надя Сандерс          | Гайя царица-колдунья, мужененавистница, мечтающая обрести красоту, которой лишена                   |
| Лучано Марин          | Урист аргонавт, влюбившийся в Аглаю                                                                 |
| Катя Каро             | Аглая возлюбленная Уриста                                                                           |
| Альфредо Варелли      | Аргос друг Ясона, кораблестроитель, построил корабль "Арго"                                         |
| Мария Тереза Вианелло | Оливия сестра Гайи                                                                                  |
| Нандо Тамберлани      | отец Аглаи                                                                                          |
| Массимо Пианфорини    | отец Аргоса слепой старец, к чьим консультациям прибегает Адраст                                    |
| Паоло Гоэлино         | Лаэрт царевич острова Итака, аргонавт                                                               |
| Ральф Бальдассарре    | Антиной советник Адраста                                                                            |

## Отличия от оригинального мифа
- Полностью вырезана предыстория, в которой описано появление золотого руна и ранняя биография Ясона.
- В оригинальном мифе руно хранилось в священной роще под охраной тысячеглазого дракона Аргуса, в фильме - на гигантской статуе на берегу моря без охраны.
- Полностью отсутствуют эпизоды, связанные с пребыванием аргонавтов в Колхиде.
- Отсутствует аргонавт Геракл, покинувший экспедицию, чтобы совершить двенадцать подвигов.
- В оригинальном мифе на острове Лемнос жили не колдуньи, а обычные женщины, перебившие мужей за измену.
- Чудовищ, терроризировавших Кизик в оригинале было несколько, и они имели облик шестируких великанов. Также вырезан эпизод, в котором буря пригоняет аргонавтов обратно на Кизик, где их в темноте принимают за врагов.
- Полностью отсутствуют такие персонажи, как Фрикс, Гелла, Эсон, Эет, Пелий, Медея и др.
- Вырезаны эпизоды встреч аргонавтов с гарпиями и стимфалийскими птицами, а также проход через Симплегады.
- Добавлены такие персонажи, как Аргос, его отец, Урист и Аглая.